# Gerd Eckelmann

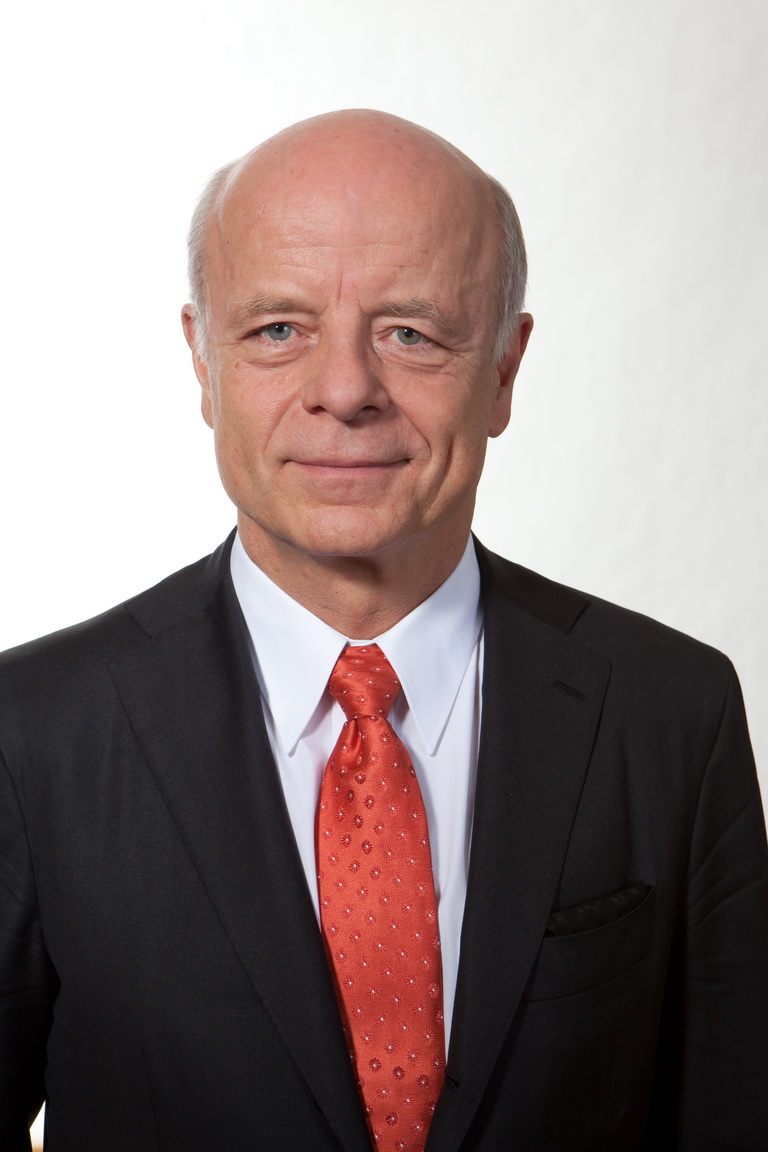
Gerd Felix Eckelmann

Gerd Felix Eckelmann (* 24. März 1948 in Braunschweig) ist ein deutscher Unternehmer und war 20 Jahre Präsident der IHK Wiesbaden (1994 bis 2014).

## Berufliches Leben
Gerd Eckelmann studierte Elektrotechnik (Regelungs- und Datentechnik) an der Technischen Hochschule Darmstadt und promovierte 1976 mit einer Arbeit über Netzwerksynthese.
Während der Promotion erkannte er die ökonomische Bedeutung der damals noch sehr seltenen Kompetenz der Mikroprozessor-Programmierung und gründete 1977 die Dr.-Ing. Eckelmann GmbH, Wiesbaden. Seither entwickelt und produziert das Unternehmen Mikroprozessor-Steuerungen und Automatisierungstechnik.
Das Unternehmen firmierte 2001 zur nicht börsennotierten Eckelmann AG um und wurde bis zum 30. Juni 2016 von Gerd Eckelmann als Vorstandsvorsitzendem geführt. Zum 1. Juli 2016 wechselte er in den Aufsichtsrat und übernahm dort die Funktion des stellvertretenden Vorsitzenden.

## Ehrenämter
Gerd Eckelmann ist seit 1986 für die IHK Wiesbaden ehrenamtlich tätig: Zunächst als Vorsitzender des wirtschaftspolitischen Ausschusses, dann ab 1990 als Mitglied der Vollversammlung und von 1994 bis 2014 als Präsident.
Im Verein „Freunde der Kunst im Museum Wiesbaden e. V.“ engagiert sich Gerd Eckelmann seit 1994 als Gründungsmitglied und Vorsitzender.
Den Verein Wiesbadener Sportförderung e. V. (WISPO) unterstützt Gerd Eckelmann als Vorsitzender des Kuratoriums. Der jährliche 25-Stunden-Lauf im Kurpark Wiesbaden zugunsten der WISPO wurde 2005 anlässlich des 25. Geburtstages der WISPO von Gerd Eckelmann mit ins Leben gerufen.

## Auszeichnungen
Für sein „gesellschaftliches Engagement“ wurde Gerd Eckelmann am 2. Juni 2011 (Urkundendatum: 21. Dezember 2010) mit dem Bundesverdienstkreuz am Bande geehrt.
„Sein Interesse gelte Kunst und Kultur, sozialen Projekten und auch dem Sport“, so der hessische Wirtschaftsminister Dieter Posch anlässlich der Verleihung: „Er unterstütze sozial Schwache […] [und] sei in vielen lokalen Vereinen engagiert.“

## Publikationen
- Gerd F. Eckelmann: Ein schnelles und zuverlässiges Rechenprogramm zur genauen Hurwitzfaktorisierung eines Polynoms in der Netzwerksynthese. Technische Hochschule Darmstadt, Darmstadt 1976 (Dissertation am Fachbereich 19 – Regelungs- und Datentechnik).